# Tízparancsolat
A tízparancsolat (héberül: עֲשֶׂרֶת הַדִּיבְרוֹת ă`szeret haddivrót)
a judaizmus és a kereszténység alapját képező legfontosabb vallási és erkölcsi parancsolatokat tartalmazza, amelyet a Biblia szerint Jahve (Isten) adott Mózesnek a Sínai hegyén, 40 napos böjtje után, két kőtáblára írva.
A tízparancsolat alapja: 2 Mózes 20:1–14 (lásd lent), illetve 5 Mózes 5:6–21. A 2 Mózes 34-ben egy másfajta megfogalmazás szerepel, ezt ritkábban használják.
A tízparancsolat néhány további említése a Bibliában:
5 Mózes 4:13,
5 Mózes 10:4,
2 Krónika 5:10, Nehémiás 9:13-14, Máté 19:17–21, Zsidó 9:4

Lúchót ha-Brít – a Törvény táblái, a héber beosztás szerinti kezdőszavakkal

## A tízparancsolat héber szövege
Vastaggal a héber felosztás szerint azok a szavak, melyek a Tízparancsolatot ábrázoló táblákra (lúchót) szoktak kerülni.

| Héberül |     | Kiejtés szerinti átírás és nyersfordítás                                                                                       |
| --- | --- | --- |
| וַיְדַבֵּר אֱלֹהִים אֵת כָּל־הַדְּבָרִים הָאֵלֶּה לֵאמֹר׃ | 1.  | Vaj(ə)dabbér Elohím ét kal-haddəvárím há`élle, lémór: Majd szólta Isten ezeket a szavakat, mondván:                            |
| אָנֹכִי יהוה אֱלֹהֶיךָ | 2.  | Ánóchí Adonáj, Elo`hechá, Én vagyok az Örökkévaló, a te Istened,                                                               |
| אֲשֶׁר הוֹצֵאתִיךָ מֵאֶרֶץ מִצְרַיִם מִבֵּית עֲבָדִים׃ |     | aser hócé`tíchá mé`erec Mic`rajim, mibbét avádím. aki kihoztalak téged Egyiptom földjéből, (a) szolgaság házából.              |
| לֹא־יִהְיֶה לְךָ אֱלֹהִים אֲחֵרִים עַל־פָּנָי׃ | 3.  | Ló-jihje ləchá elohím achérím al-pánáj. Ne legyen(ek) neked más istene(i)d énelőttem.                                          |
| לֹא־תַעֲשֶׂה לְּךָ פֶסֶל וְכָל־תְּמוּנָה | 4.  | Ló-taasze lləchá `feszel vəchol-təmúná, Ne készíts magadnak szobrot, sem semmiféle (kép)mást                                   |
| אֲשֶׁר בַּשָּׁמַיִם מִמַּעַל |     | aser bassá`majim mi`mmaal, (arról/azokról,) ami(k) az egekben van(nak) fent,                                                   |
| וַאֲשֶׁר בָּאָרֶץ מִתָּחַת |     | vaaser bá`árec mi`ttáchat, se ami(k) a földön van(nak) lent,                                                                   |
| וַאֲשֶׁר בַּמַּיִם מִתַּחַת לָאָרֶץ׃ |     | vaaser ba`mmajim mi`ttachat lá`árec. se ami(k) a vizekben van(nak) a föld alatt.                                               |
| לֹא־תִשְׁתַּחֲוֶה לָהֶם וְלֹא תָעָבְדֵם | 5.  | Ló-tistachave láhem vəló toov(ə)dém, Ne borulj le nekik és ne engedd, hogy szolgálatukra kényszeríttess,                       |
| כִּי אָנֹכִי יהוה אֱלֹהֶיךָ אֵל קַנָּא |     | kí ánóchí Adonáj Elo`hechá Él qanná, mert én, az Örökkévaló, a te Istened, féltékeny Isten vagyok                              |
| פֹּקֵד עֲוֹן אָבֹת עַל־בָּנִים |     | póqéd avon ávót al-báním aki meglátogatja az apák vétkét a fiakon                                                              |
| עַל־שִׁלֵּשִׁים וְעַל־רִבֵּעִים לְשׂנְאָי |     | al-sillésím vəal-ribbéím, ləszón(ə)áj – harmad- és negyedízig, azokon, akik gyűlölnek engem –                                  |
| וְעֹשֶׂה חֶסֶד לַאֲלָפִים לְאֹהֲבַי | 6.  | vəósze `cheszed laaláfím ləóhavaj de kegyelmet cselekszem ezerízig az engem szeretőknek                                        |
| וּלְשֹׁמְרֵי מִצְוֹתָי׃ |     | úləsóm(ə)ré micvótáj. és azoknak, akik megtartják parancsolataimat.                                                            |
| לֹא תִשָּׂא אֶת־שֵׁם־יהוה אֱלֹהֶיךָ לַשָּׁוְא | 7.  | Ló tisszá et-sém-Adonáj Elo`hechá lassáv, Ne vedd fel az Örökkévaló nevét hiába(valóságra),                                    |
| כִּי לֹא יְנַקֶּה יהוה |     | kí ló jənaqqe Adonáj mert nem nyilvánítja tisztának az Örökkévaló                                                              |
| אֵת אֲשֶׁר־יִשָּׂא אֶת־שְׁמוֹ לַשָּׁוְא׃ |     | ét aser-jisszá et-səmó lassáv. azt, aki hiába(valóságra) veszi fel az Örökkévaló nevét.                                        |
| זָכוֹר אֶת־יוֹם הַשַּׁבָּת לְקַדְּשׁוֹ׃ | 8.  | Záchór et-jóm hassabbát ləqaddəsó. Emlékezz meg a szombat napjáról, hogy megszenteld azt.                                      |
| שֵׁשֶׁת יָמִם תַּעֲבֹד וְעָשִׂיתָ כָּל־מְלַאכְתֶּךָ׃ | 9.  | `Séset jámím taavód vəá`szítá kol-məlach`techá, Hat nap dolgozz és végezd minden munkádat,                                     |
| וְיוֹם הַשְּׁבִיעִי שַׁבָּת לַיהוה אֱלֹהֶיךָ | 10. | vəjóm hassəvíí sabbát lAdonáj Elo`hechá. a hetedik nap azonban az Örökkévaló, a te Istened szombatja.                          |
| לֹא־תַעֲשֶׂה כָל־מְלָאכָה |     | Ló-taasze chol-məláchá Ne végezz semmilyen munkát                                                                              |
| אַתָּה וּבִנְךָ וּבִתֶּךָ עַבְדְּךָ וַאֲמָתְךָ |     | atá, úvinchá, úvi`ttechá, avdəchá vaamátəchá, te, se a fiad, se a lányod, szolgád és szolgálólányod,                           |
| וּבְהֶמְתֶּךָ וְגֵרְךָ אֲשֶׁר בִּשְׁעָרֶיךָ׃ |     | úvəhem`techá, vəgér(ə)chá aser bisá`rechá, se barmod, se a jövevény, aki a kapuidon belül van,                                 |
| כִּי שֵׁשֶׁת־יָמִים עָשָׂה יהוה אֶת־הַשָּׁמַיִם וְאֶת־הָאָרֶץ | 11. | kí `séset-jámím ászá Adonáj et-hassá`majim vəet-há`árec, mert hat nap alkotta az Örökkévaló az egeket és a földet,             |
| אֶת־הַיָּם וְאת־כָּל־אֲשֶׁר־בָּם וַיָּנַח בַּיּוֹם הַשְּׁבִיעִי |     | et-hajjám vəet-kol-aser-bám, va`jjánach bajjóm hassəvíí – a tengert és mindazt, ami azokban van, de megnyugodott a 7. napon –  |
| עַל־כֵּן בֵּרַךְ יהוה אֶת־יוֹם הַשַּׁבָּת וַיְקַדְּשֵׁהוּ׃ |     | al-kén bérach Adonáj et-jóm hassabbát vajəqaddə`séhú. ezért megáldotta az Örökkévaló a szombat napját és megszentelte azt.     |
| כַּבֵּד אֶת־אָבִיךָ וְאֶת־אִמֶּךָ לְמַעַן יַעֲרִכוּן יָמֶיךָ | 12. | Kabbéd et-á`víchá vəet-i`mmechá, ləmaan jaaríchún já`mechá Tiszteld atyádat és anyádat, azért, hogy meghosszabbodjanak napjaid |
| עַל הָאֲדָמָה אֲשֶׁר־יהוה אֱלֹהֶיךָ נֹתֵן לָךְ׃ |     | al háadámá, aser-Adonáj Elo`hechá nótén lách. a földön, amit az Örökkévaló, a te Istened ad neked.                             |
| לֹא תִּרְצָח׃ | 13. | Ló tircách! / Ne gyilkolj! |
| לֹא תִּנְאָף׃ |     | Ló tináf! / Ne törj házasságot!                                                                                                |
| לֹא תִּגְנֹב׃ |     | Ló tignóv! / Ne lopj! |
| לֹא־תַעֲנֶה בְרֵעֲךָ עֵד שָׁקֶר׃ |     | Ló-taane vəréachá éd `sáqer! Ne tégy felebarátod ellen hazug tanúbizonyságot!                                                  |
| לֹא תַחְמֹד בֵּית רֵעֶךָ לֹא תַחְמֹד אֵשֶׁת רֵעֶךָ | 14. | Ló tachmód bét ré`echá, ló tachmód `éset ré`echá, Ne kívánd felebarátod házát, ne kívánd felebarátod feleségét,                |
| וְעַבְדוֹ וַאֲמָתוֹ וְשׁוֹרוֹ וַחֲמֹרוֹ |     | vəavdó vaamátó vəsóró vachamóró – se szolgáját, se szolgálólányát, se ökrét, se szamarát –                                     |
| וְכֹל אֲשֶׁר לְרֵעֶךָ׃ |     | vəchól aser leré`echá! se semmit, ami a te társadé!                                                                            |
| A „ch” hasonló a „technika” szóban lévőhöz, nem „k”, hanem egy erősebb „h”. Az „a” nem magyar „a”, hanem rövid „á”. Az „ə” egy „e” és „ö” közötti félhang, az (ə) ugyanez, de csak nagyon precíz kiejtésnél ejtik. Minden szó véghangsúlyos, amelyik utolsó előtti, azt ` jelöli. A számok a héber versszámozást jelölik. |     | |

### Zsidó fordítás és beosztás

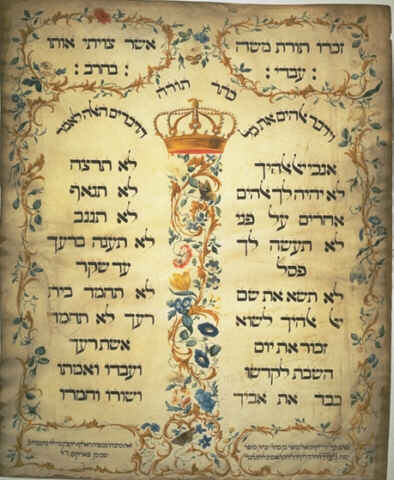
A Jekuthiél Szófér készítette kódexlap (61,2 x 50,2 cm), 1768, Bibliotheca Rosenthaliana, Amsterdam (HS.ROS.PL.a-33)

### Az ortodox és a protestáns egyházak által használt tradicionális szöveg

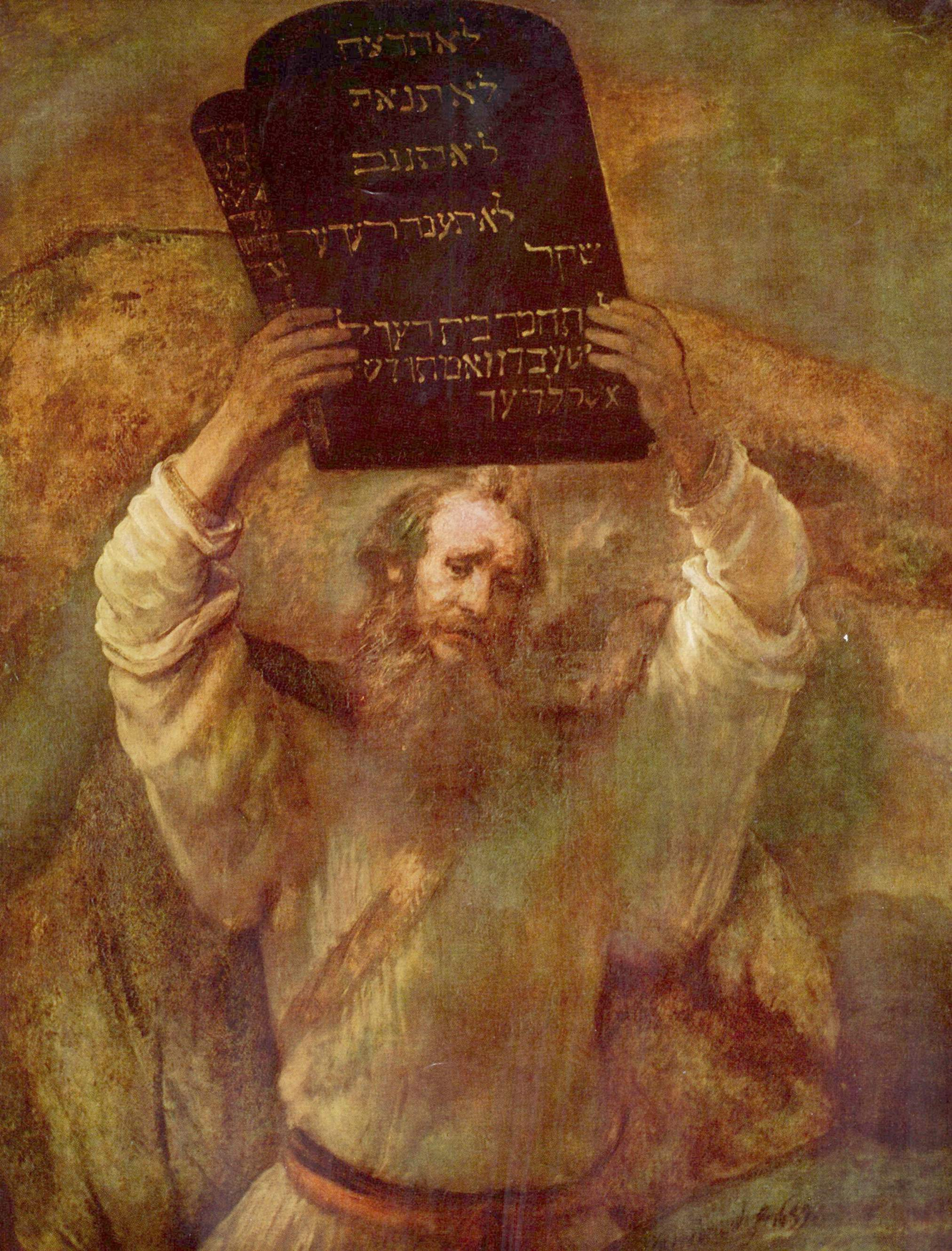
Rembrandt: Mózes a kőtáblákkal, 1659

## A tízparancsolat szerkezete

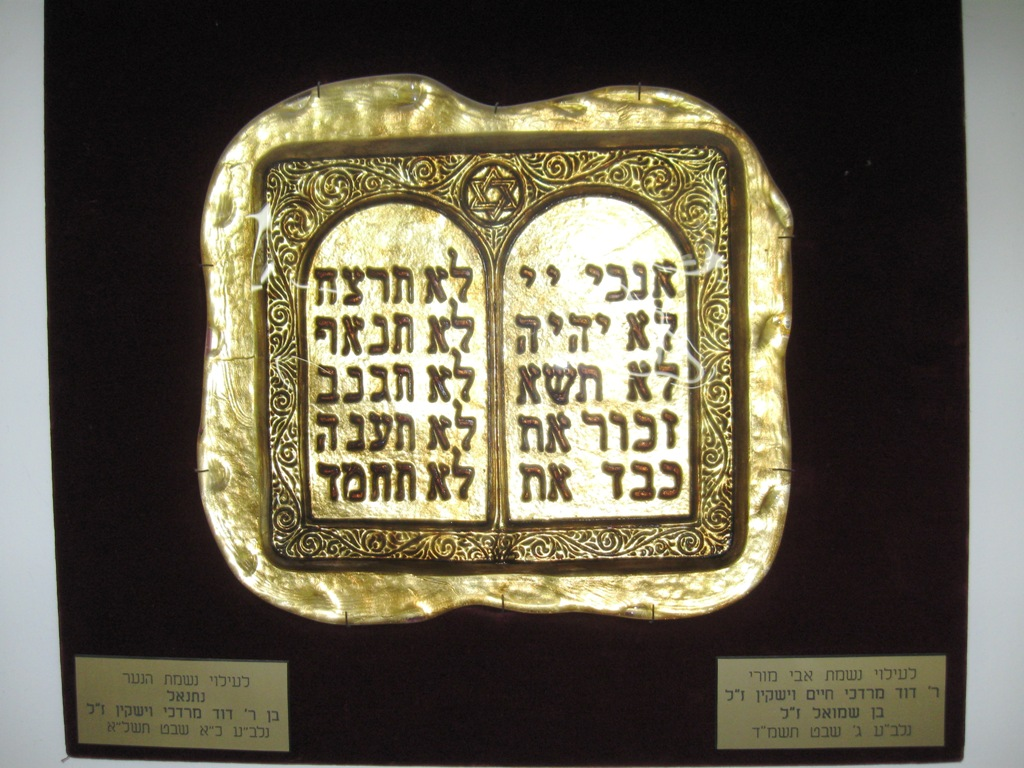
A Tízparancsolat, muranói üvegből, Kedumim Zsinagóga

### A parancsolatok szerkezeti kérdései az egyházi hagyományok tükrében

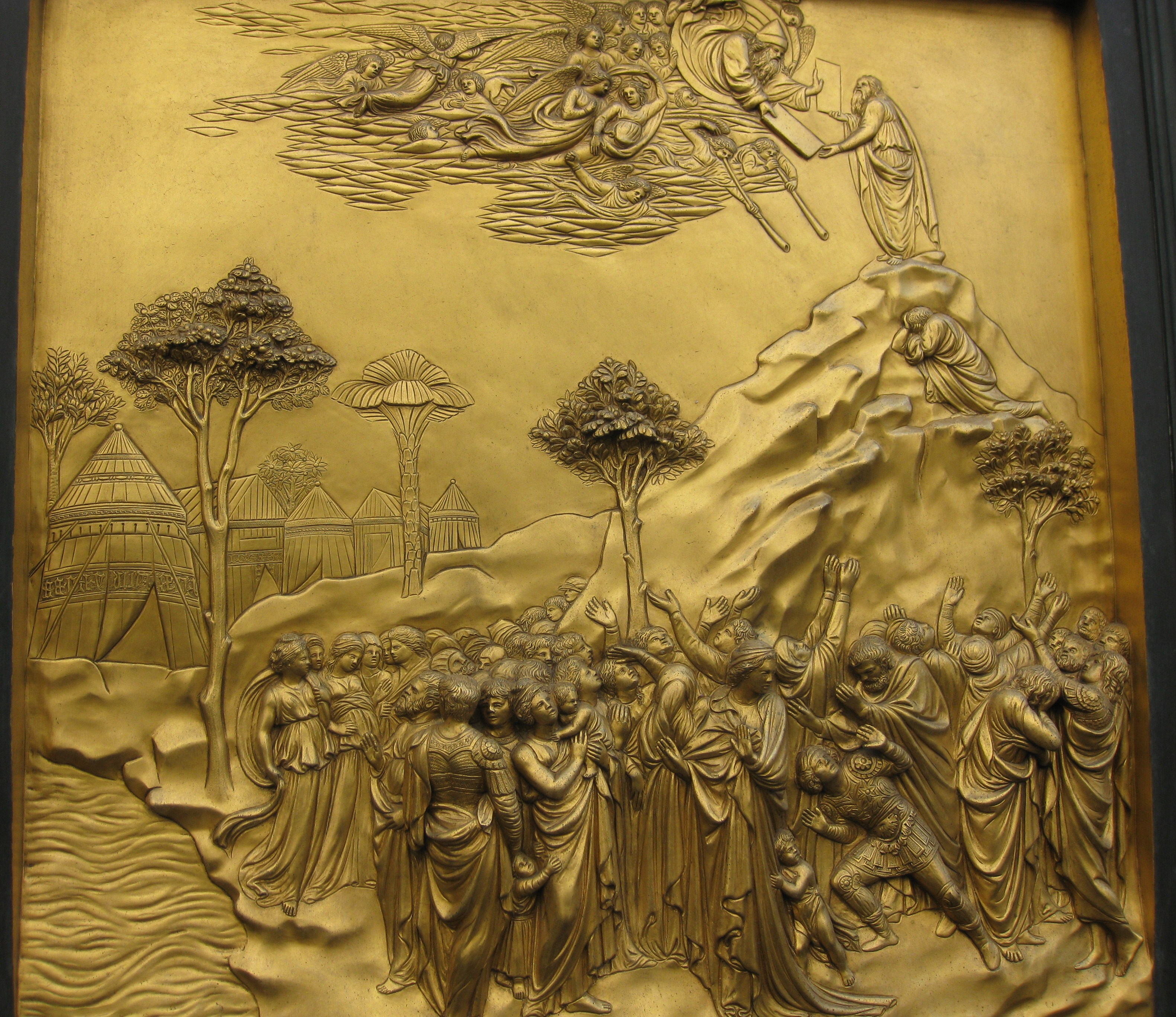
Mózes átveszi a kőtáblákat. Az egyik dombormű Lorenzo Ghiberti Porta del Paradisójáról (Firenze, Battistero, 1425–1452)

## Irodalom

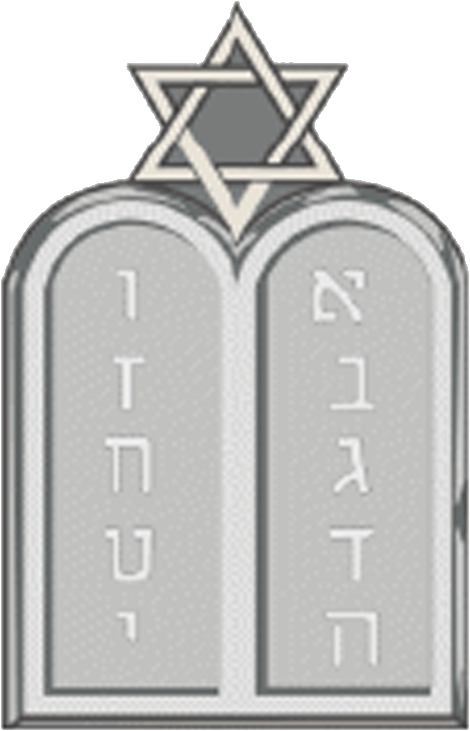
A Tízparancsolat táblái a parancsolatok számozásával